# Diethard Haas
Diethard Haas (* 1942) ist ein deutscher christdemokratischer Politiker und ehemaliger Landrat des  südbrandenburgischen Landkreises Finsterwalde.

## Leben und Wirken
Der christdemokratische Politiker ist katholischen Glaubens und wurde im Sudetengebiet geboren. Kurze Zeit nach der kriegsbedingten Vertreibung seiner Familie aus der Heimat verunglückte 1946 sein Vater. 1956 musste Haas ein bereits begonnenes Lehrerstudium wieder abbrechen, da er der Aufforderung zur Jugendweihe nicht nachkam. Daraufhin begann er eine Lehre zum Tischler und absolvierte schließlich in Dresden ein Ingenieursstudium. Beruflich bedingt kam Haas 1966 nach Finsterwalde, wo er als Produktionsleiter im Kombinat für Schnittholz und Holzwaren arbeitete.
Infolge des in der DDR am 17. Mai 1990 in Kraft tretenden „Gesetzes über die Selbstverwaltung der Gemeinden und Landkreise in der DDR (Kommunalverfassung)“ wurde der Kreis Finsterwalde in Landkreis Finsterwalde umbenannt.  Haas wurde durch den Kreistag zum Landrat des Landkreises Finsterwalde gewählt und somit zu einem der wichtigsten regionalen Entscheidungsträgern in der Nachwendezeit, welche zahlreiche Umstrukturierungen in Wirtschaft und Verwaltung mit sich brachte. In seine bis 1994 währende Amtszeit fielen unter anderem die Gründungen des Albert-Schweitzer-Seniorenzentrums Finsterwalde, des Elsternahverkehrs und der Sparkasse Finsterwalde sowie der Neubau der Finsterwalder Förderschule.
Im Dezember 1993 ging der Landkreis Finsterwalde im Zuge der Kreisreform in Brandenburg mit den Landkreisen Herzberg und Bad Liebenwerda im Landkreis Elbe-Elster auf, womit Haas aus seinem Amt als Landrat ausschied. Bis zu seiner Pensionierung war er beruflich zuletzt neun Jahre in einem Finsterwalder Dienstleistungsunternehmen tätig.